# Astragalus cyaneus
Astragalus cyaneus är en ärtväxtart som beskrevs av Asa Gray. Astragalus cyaneus ingår i släktet vedlar, och familjen ärtväxter. Inga underarter finns listade i Catalogue of Life.